# Истад, Йон
Йон Истад (норв. Jon Istad; 29 июля 1937, Восс, Хордаланн — 17 мая 2012, там же) — норвежский биатлонист, серебряный медалист Олимпийских игр 1968 года в Гренобле в эстафете, трёхкратный чемпион мира.

## Биография
Йон Истад родился в Воссе и выступал за клуб Voss IL.
Он участвовал в зимних олимпийских играх в 1960, 1964 и 1968 годах, занимая все три раза 11 место в индивидуальной гонке на дистанции 20 километров. В 1968 году он также заслужил серебряную медаль в составе норвежской эстафетной команды. На чемпионате мира по биатлону в 1966 году в Гармиш-Партенкирхене он выиграл золотую медаль на дистанции 20 км, став вторым чемпионом мира по биатлону в истории Норвегии. Кроме того, он выиграл две золотые медали в эстафете в 1966 и 1967 годах и серебряную медаль в 1969 году. Он пять раз становился чемпионом Норвегии на дистанции 20 километров и один раз в эстафете.
Истад также был чемпионом Норвегии, бронзовым призёром чемпионата Европы и серебряным призёром чемпионата мира (в командном зачёте) по спортивной стрельбе.
Умер в мае 2012 года.
Его сын — олимпиец-биатлонист Сверре Истад, племянница — также олимпиец Гру Марит Истад.

## Результаты

### На Олимпийских играх
| Состязания | Спортсмен | Соревнование         | Время лыжного хода | Стрельба    | Итоговое время | Итоговое место | Отставание от лидера |
| ---------- | --------- | -------------------- | ------------------ | ----------- | -------------- | -------------- | -------------------- |
| ОИ 1960    | Йон Истад | Индивидуальная гонка | 1:36:53,5          | 4 (1+1+2+0) | 1:44:53,5      | 11             | +11:31,9             |
| ОИ 1964    | Йон Истад | Индивидуальная гонка | 1:23:24,8          | 3 (1+0+1+1) | 1:29:24,8      | 11             | +8:58,0              |
| ОИ 1968    | Йон Истад | Индивидуальная гонка | 1:19:43,1          | 2 (0+1+1+0) | 1:21:43,1      | 11             | +7:57,2              |

Биатлон на зимних Олимпийских играх 1968 — эстафета
Йон Истад бежал на последнем этапе, из-за промахов он заработал два штрафных круга. Уступив советской сборной, норвежцы всё же смогли обойти сборную Швеции, не допустившую ни одного промаха.
| Место | Страна                                                             | Время                                     | Стрельба промахи | Отставание от лидера |
| ----- | ------------------------------------------------------------------ | ----------------------------------------- | ---------------- | -------------------- |
| 1     | СССР                                                               | 2:13:02,4                                 | 2                | —                    |
| 2     | Норвегия · Ола Верхёуг · Олав Йордет · Магнар Сольберг · Йон Истад | 2:14:50,2 35:12,1 34:06,8 32:26,4 33:04,9 | 5 1 2 0 2        | +1:47,8              |
| 3     | Швеция                                                             | 2:17:26,3                                 | 0                | +4:23,9              |

### На чемпионатах мира
Чемпионат мира по биатлону 1966 в Гармиш-Партенкирхене
Индивидуальная гонка на 20 км

Время 1:38:21.8

Промахи 4 (1+2+1+0)
Эстафета 4 × 7,5 км

Ивар Норкилд, Олав Йордет, Йон Истад, Рагнар Твейтен

Время 2:19:53.9

Промахи 6, в т.ч. Йон Истад 3
Чемпионат мира по биатлону 1967 в  Альтенберге
Индивидуальная гонка на 20 км

Время (отставание от лидера) +11:29.6 

Промахи 12 (0+3+3+6)
Эстафета 4×7,5 км

Йон Истад, Рагнар Твейтен, Ола Верхауг, Олав Йордет

Время 2:52:41.5